# نیکو توماسچوسکی
نیکو توماسچوسکی (انگلیسی: Nico Thomaschewski؛ زادهٔ ۹ فوریهٔ ۱۹۷۱) بازیکن فوتبال اهل آلمان است.